# Hacıbektaş (district)
Hacıbektaş is een Turks district in de provincie Nevşehir en telt 12.205 inwoners (2007). Het district heeft een oppervlakte van 696,7 km². Hoofdplaats is Hacıbektaş.
De bevolkingsontwikkeling van het district is weergegeven in onderstaande tabel.
| 1997   | 2000   | 2007   |
| ------ | ------ | ------ |
| 17.879 | 18.933 | 12.205 |